# Pantonyssus obscurus
Pantonyssus obscurus är en skalbaggsart som beskrevs av Martins 2005. Pantonyssus obscurus ingår i släktet Pantonyssus och familjen långhorningar. Inga underarter finns listade i Catalogue of Life.